# Mittelhausen (Duitsland)
Mittelhausen is een plaats en voormalige gemeente in de Duitse deelstaat Saksen-Anhalt, en maakt deel uit van de Landkreis Mansfeld-Südharz.
Mittelhausen telt 590 inwoners.